# Rough Draft Studios
Rough Draft Studios, Inc. (RDS) est un studio d'animation américain basé à Glendale, en Californie. C'est un studio « frère » de Rough Draft Korea, basé à Séoul, en Corée du Sud. RDS a été fondé dans le district de Van Nuys par Gregg Vanzo. Le studio a participé à l'animation sur des séries télévisées comme Les Simpson, Futurama, Ren et Stimpy, American Dad!, Les Griffin, Bob l'éponge, The Maxx ou Les Supers Nanas.
En anglais, « rough draft » signifie « brouillon ».

## Histoire

### Création
Rough Draft Studios a été fondé dans le district de Van Nuys par Gregg Vanzo et sa femme, Nikki Vanzo. Durant son travail sur Ren et Stimpy, Nikki Vanzo a contacté John Kricfalusi, le créateur de Ren et Stimpy, à propos d'une possible extension du studio en Corée du Sud. C'est dans ce pays que Nikki Vanzo a fondé Rough Draft Korea.

### Expansion
Après le travail sur Ren et Stimpy, plusieurs autres séries ont sollicité l'aide de Rough Draft Korea dans le domaine de l'animation. En 1992, Rough Draft Korea a commencé à animer les Simpson ainsi que Beavis et Butt-Head en 1993. Toujours en 1993, le frère de Gregg Vanzo, Scott Vanzo a rejoint le studio. Rough Draft Studios a rapidement pris de l'importance dans le monde de l'animation, ce qui se montre par exemple par la nomination pour un Annie Award de The Maxx, en 1995.